# Rilly-sur-Loire
Pour les articles homonymes, voir Rilly.
Rilly-sur-Loire est une commune française située dans le département de Loir-et-Cher, en région Centre-Val de Loire.
Localisée au centre du département, la commune fait partie de la petite région agricole « les Vallée et Coteaux de la Loire », grand ruban plus ou moins large où dominent la culture de la vigne et les productions maraîchères. Elle est drainée par la Loire, le Ru et par divers petits cours d'eau.
L'occupation des sols est marquée par l'importance des espaces agricoles et naturels qui occupent la quasi-totalité du territoire communal. Plusieurs espaces naturels d'intérêt sont présents dans la commune : un espace protégé, deux sites natura 2000, deux zones naturelles d'intérêt écologique, faunistique et floristique (ZNIEFF) et un espace naturel sensible, En 2010, l'orientation technico-économique de l'agriculture dans la commune est la culture des céréales et des oléoprotéagineux. À l'instar du département qui a vu disparaître le quart de ses exploitations en dix ans, le nombre d'exploitations agricoles a fortement diminué, passant de 12 en 1988, à 8 en 2000, puis à 0 en 2010.

## Géographie

### Localisation et communes limitrophes
La commune de Rilly-sur-Loire se trouve au centre du département de Loir-et-Cher, dans la petite région agricole des Vallée et Coteaux de la Loire,. À vol d'oiseau, elle se situe à 19,8 km  de Blois, préfecture du département. La commune fait en outre partie du bassin de vie d'Onzain.
Les communes les plus proches sont : Veuves (1,2 km), Mosnes (2,7 km) (37), Monteaux (2,9 km), Chaumont-sur-Loire (4,5 km), Onzain (4,7 km), Vallières-les-Grandes (4,9 km), Mesland (4,9 km), Cangey (5,6 km) (37) et Souvigny-de-Touraine (6,9 km) (37).

### Paysages et relief
Dans le cadre de la Convention européenne du paysage, adoptée le 20 octobre 2000 et entrée en vigueur en France le 1er juillet 2006, un atlas des paysages de Loir-et-Cher a été élaboré en 2010 par le CAUE de Loir-et-Cher, en collaboration avec la DIREN Centre (devenue DREAL en 2011), partenaire financier. Les paysages du département s'organisent ainsi en huit grands ensembles et 25 unités de paysage,. La commune fait partie de deux unités de paysage : « la Loire et la Cisse » et « le plateau de Pontlevoy ».
La Cisse, entrée dans le Val de Loire à Valencisse, qui y dessine « une vallée dans la vallée », est contrainte de longer le coteau de la rive droite par le bombement médian de la plaine. Cet affluent est particulièrement représentatif de cette originalité propre à la Loire, puisqu'il longe le fleuve sur 40 kilomètres avant d'y mêler ses eaux.
Le plateau de Pontlevoy est constitué d'une mosaïque de sols : le calcaire de Beauce en profondeur est recouvert de sables éoliens et de faluns, mais aussi partiellement nappé d'argiles à silex. Ces sols, s'ils sont moins variés que ceux de la Sologne viticole, prolongent et confirment les changements radicaux de paysages entre l'est et l'ouest du territoire départemental: les vignes s'étiolent pour faire place à la grande culture et les forêts, bien délimitées, constituent désormais des massifs boisés isolés les uns des autres sans que le relais soit pris par des bosquets épars.
L'altitude du territoire communal varie de 58 mètres à 109 mètres,.

### Hydrographie
La commune est drainée par la Loire (1,775 km), le Ru et par divers petits cours d'eau, constituant un réseau hydrographique de 13,18 km de longueur totale.
Le cours de la Loire s'insère dans une large vallée qu'elle a façonnée peu à peu depuis des milliers d'années. Elle traverse d'est en ouest le département de Loir-et-Cher depuis Saint-Laurent-Nouan jusqu'à Veuves, avec un cours large et lent. La Loire présente des fluctuations saisonnières de débit assez marquées.
Sur le plan piscicole, ce cours d'eau est classé en deuxième catégorie, où le peuplement piscicole dominant est constitué de poissons blancs (cyprinidés) et de carnassiers (brochet, sandre et perche).

### Climat
Pour des articles plus généraux, voir Climat du Centre-Val de Loire et Climat de Loir-et-Cher.
En 2010, le climat de la commune est de type climat océanique altéré, selon une étude du CNRS s'appuyant sur une série de données couvrant la période 1971-2000. En 2020, Météo-France publie une typologie des climats de la France métropolitaine dans laquelle la commune est toujours exposée à un climat océanique altéré et est dans la région climatique Moyenne vallée de la Loire, caractérisée par une bonne insolation (1 850 h/an) et un été peu pluvieux.
Pour la période 1971-2000, la température annuelle moyenne est de 11,6 °C, avec une amplitude thermique annuelle de 14,8 °C. Le cumul annuel moyen de précipitations est de 678 mm, avec 10,5 jours de précipitations en janvier et 6,8 jours en juillet. Pour la période 1991-2020, la température moyenne annuelle observée sur la station météorologique de Météo-France la plus proche, dans la commune de Limeray à 7 km à vol d'oiseau, est de 12,2 °C et le cumul annuel moyen de précipitations est de 670,2 mm,. Pour l'avenir, les paramètres climatiques de la commune estimés pour 2050 selon différents scénarios d'émission de gaz à effet de serre sont consultables sur un site dédié publié par Météo-France en novembre 2022.

### Milieux naturels et biodiversité

#### Espaces protégés
La protection réglementaire est le mode d'intervention le plus fort pour préserver des espaces naturels remarquables et leur biodiversité associée.Un espace protégé est présent dans la commune : « l'Ile de la Folie », un terrain acquis par le Conservatoire d'espaces naturels Centre-Val de Loire. Il présente une superficie de 53,33 ha.

#### Sites Natura 2000
Le réseau Natura 2000 est un réseau écologique européen de sites naturels d'intérêt écologique élaboré à partir des Directives « Habitats » et « Oiseaux ». Ce réseau est constitué de Zones spéciales de conservation (ZSC) et de Zones de protection spéciale (ZPS). Dans les zones de ce réseau, les États membres s'engagent à maintenir dans un état de conservation favorable les types d'habitats et d'espèces concernés, par le biais de mesures réglementaires, administratives ou contractuelles. L'objectif est de promouvoir une gestion adaptée des habitats tout en tenant compte des exigences économiques, sociales et culturelles, ainsi que des particularités régionales et locales de chaque État membre. Les activités humaines ne sont pas interdites, dès lors que celles-ci ne remettent pas en cause significativement l'état de conservation favorable des habitats et des espèces concernés. Des parties du territoire communal sont incluses dans les sites Natura 2000 suivants :
- une ZSC, la « Vallée de la Loire de Mosnes à Tavers », d'une superficie de 2 278 ha, un des sites ligériens les plus remarquables par son originalité, avec des milieux naturels incontournables tels que les habitats d'eaux courantes et stagnantes accueillant de nombreux poissons et autres animaux de l'Annexe II (Castor), les pelouses et prairies de grèves et zones inondables et les forêts alluviales[25] ;
- une ZPS, le « Vallée de la Loire du Loir-et-Cher », d'une superficie de 2 398 ha[26].

#### Zones naturelles d'intérêt écologique, faunistique et floristique
L'inventaire des zones naturelles d'intérêt écologique, faunistique et floristique (ZNIEFF) a pour objectif de réaliser une couverture des zones les plus intéressantes sur le plan écologique, essentiellement dans la perspective d'améliorer la connaissance du patrimoine naturel national et de fournir aux différents décideurs un outil d'aide à la prise en compte de l'environnement dans l'aménagement du territoire. Le territoire communal de Rilly-sur-Loire comprend deux ZNIEFF :
- la « Loire Blésoise » (2 380,68 ha)[28] ;
- la « Vallée de la Loire de la Gaillardière à Saugeons » (417,8 ha)[29].

#### Espaces naturels sensibles
Dans le cadre de sa politique environnementale, le Conseil départemental labellise certains sites au patrimoine naturel remarquable, les « espaces naturels sensibles », dans le but de les préserver, les faire connaître et les valoriser. Vingt-six sites sont ainsi identifiés dans le département dont un situé sur le territoire communal : l'« Île de la Folie  », constituée d'une forêt alluviale.

Cartes des Znieff et zones Natura 2000.
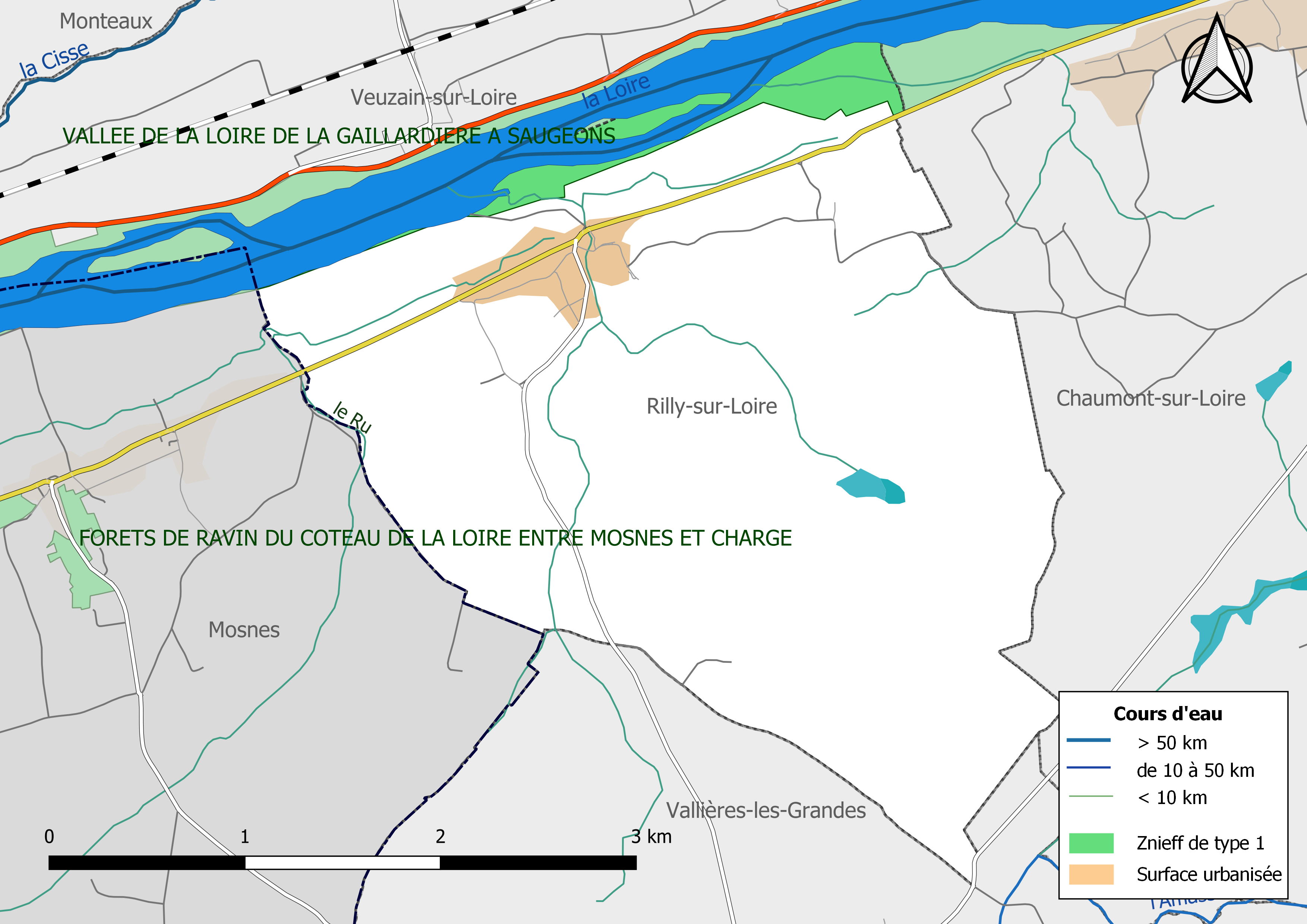
Carte des ZNIEFF de type 1 localisées dans la commune[Note 2].
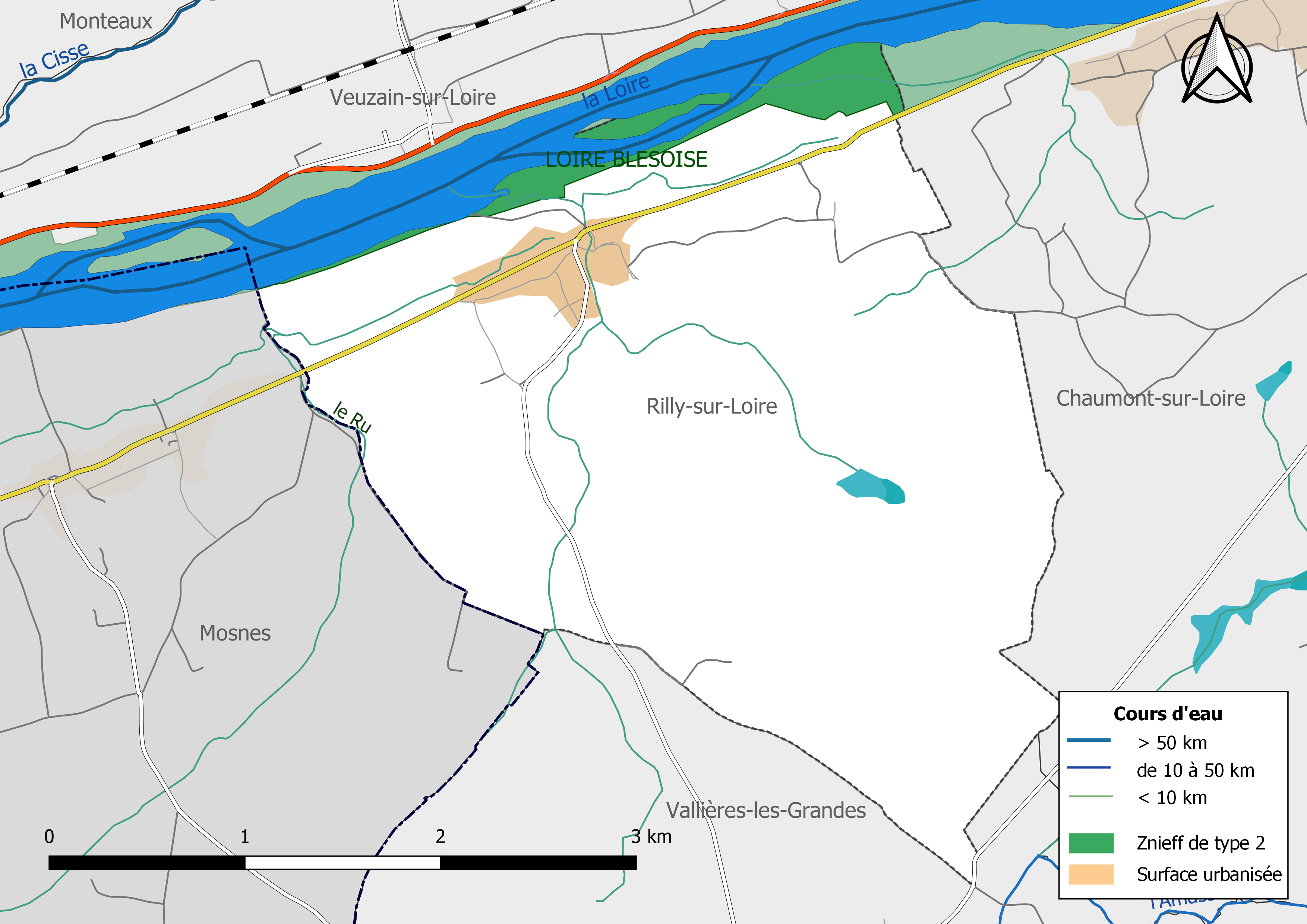
Carte des ZNIEFF de type 2 localisées dans la commune[Note 3].
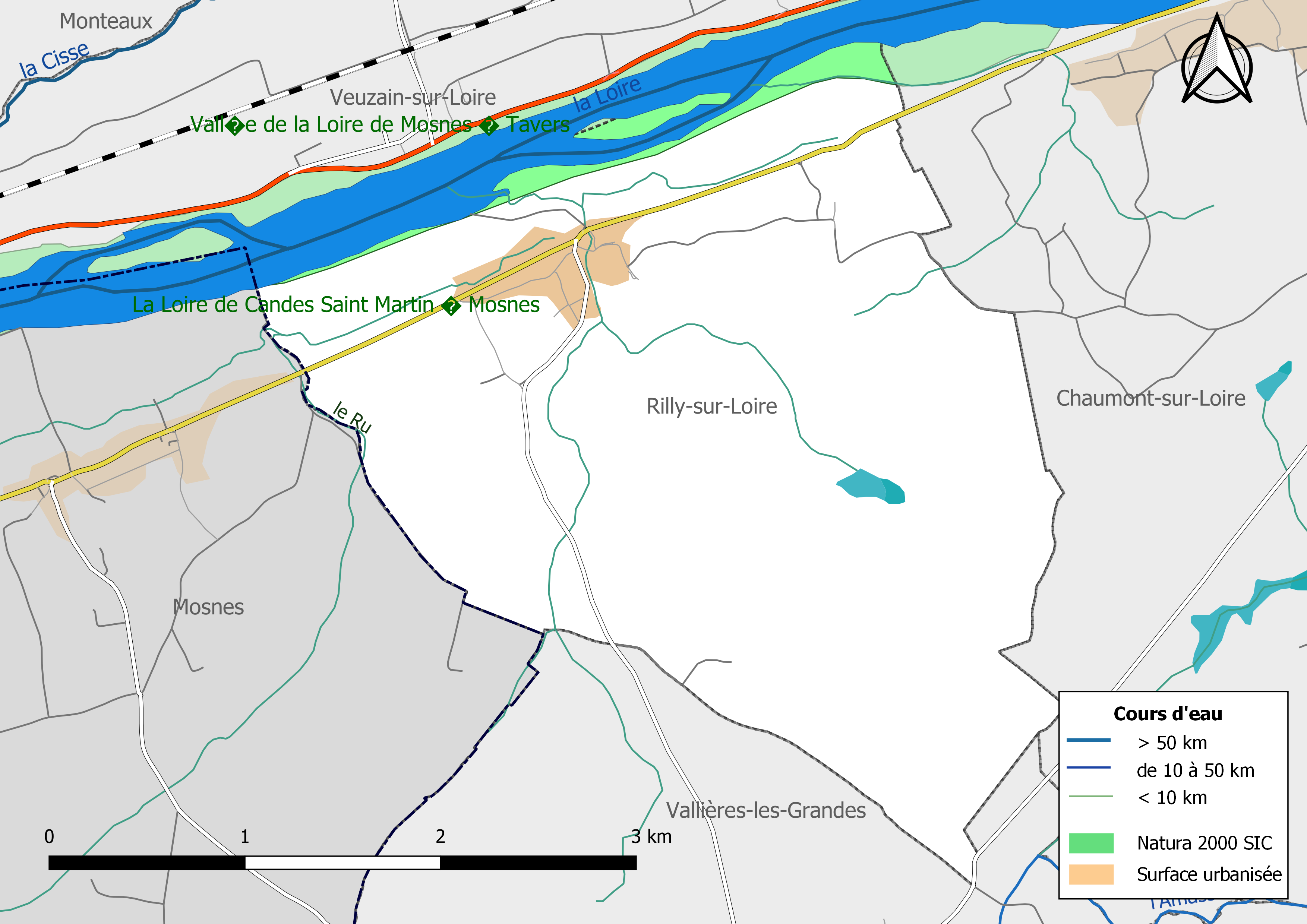
Carte de la zone Natura 2000 de type SIC localisée dans la commune.
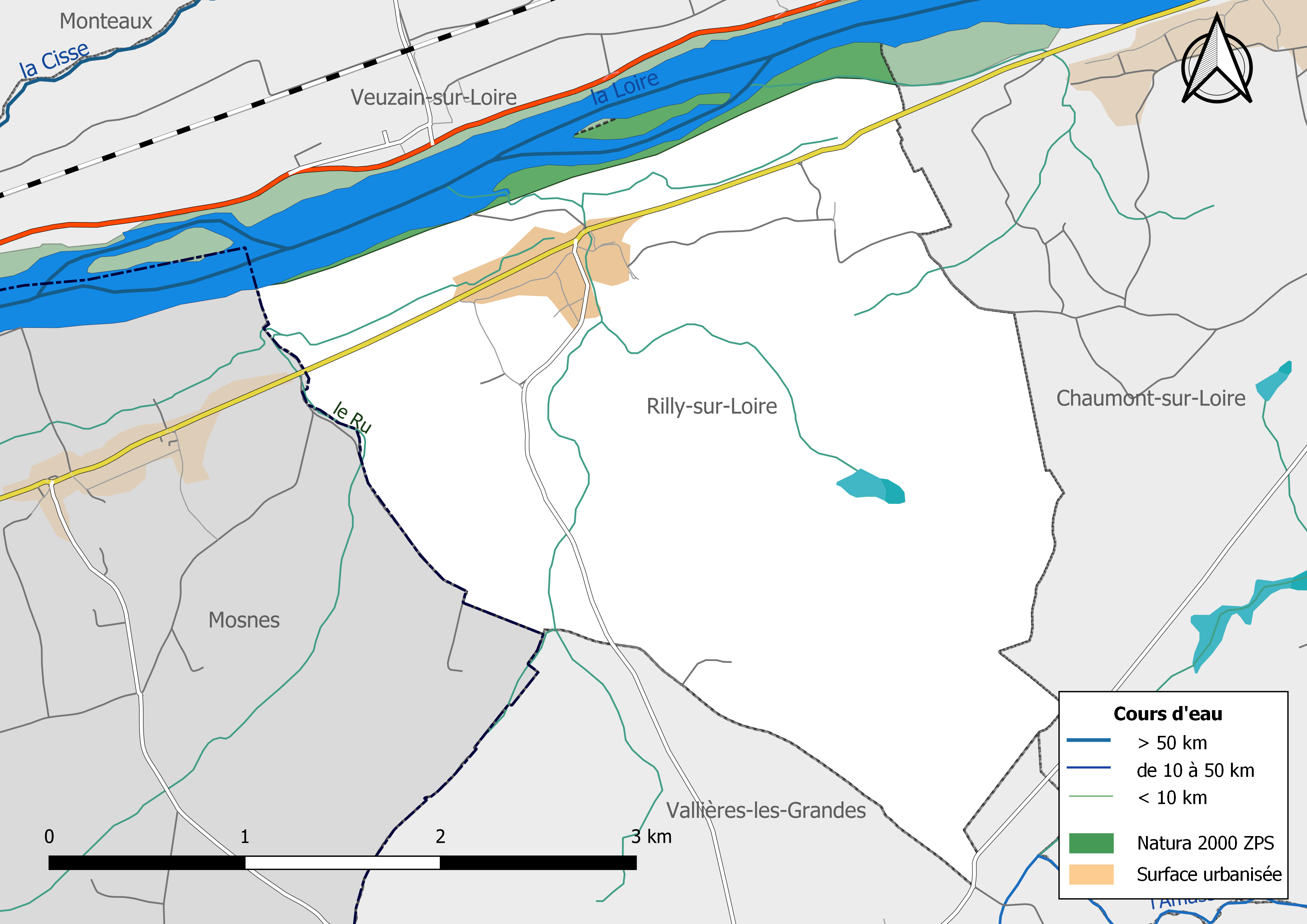
Une partie du territoire communal est incluse dans le site Natura 2000 la « Vallée de la Loire du Loir-et-Cher ».

## Urbanisme

### Typologie
Au 1er janvier 2024, Rilly-sur-Loire est catégorisée commune rurale à habitat dispersé, selon la nouvelle grille communale de densité à sept niveaux définie par l'Insee en 2022.
Elle est située hors unité urbaine. Par ailleurs la commune fait partie de l'aire d'attraction de Blois, dont elle est une commune de la couronne,. Cette aire, qui regroupe 78 communes, est catégorisée dans les aires de 50 000 à moins de 200 000 habitants,.

### Occupation des sols
Selon l'Insee, Rilly-sur-Loire est une commune rurale, car elle n'appartient à aucune unité urbaine,,.
L'occupation des sols est marquée par l'importance des espaces agricoles et naturels (97,2 %). La répartition détaillée ressortant en 2012 de la base de données européenne d'occupation biophysique des sols Corine Land Cover est la suivante :

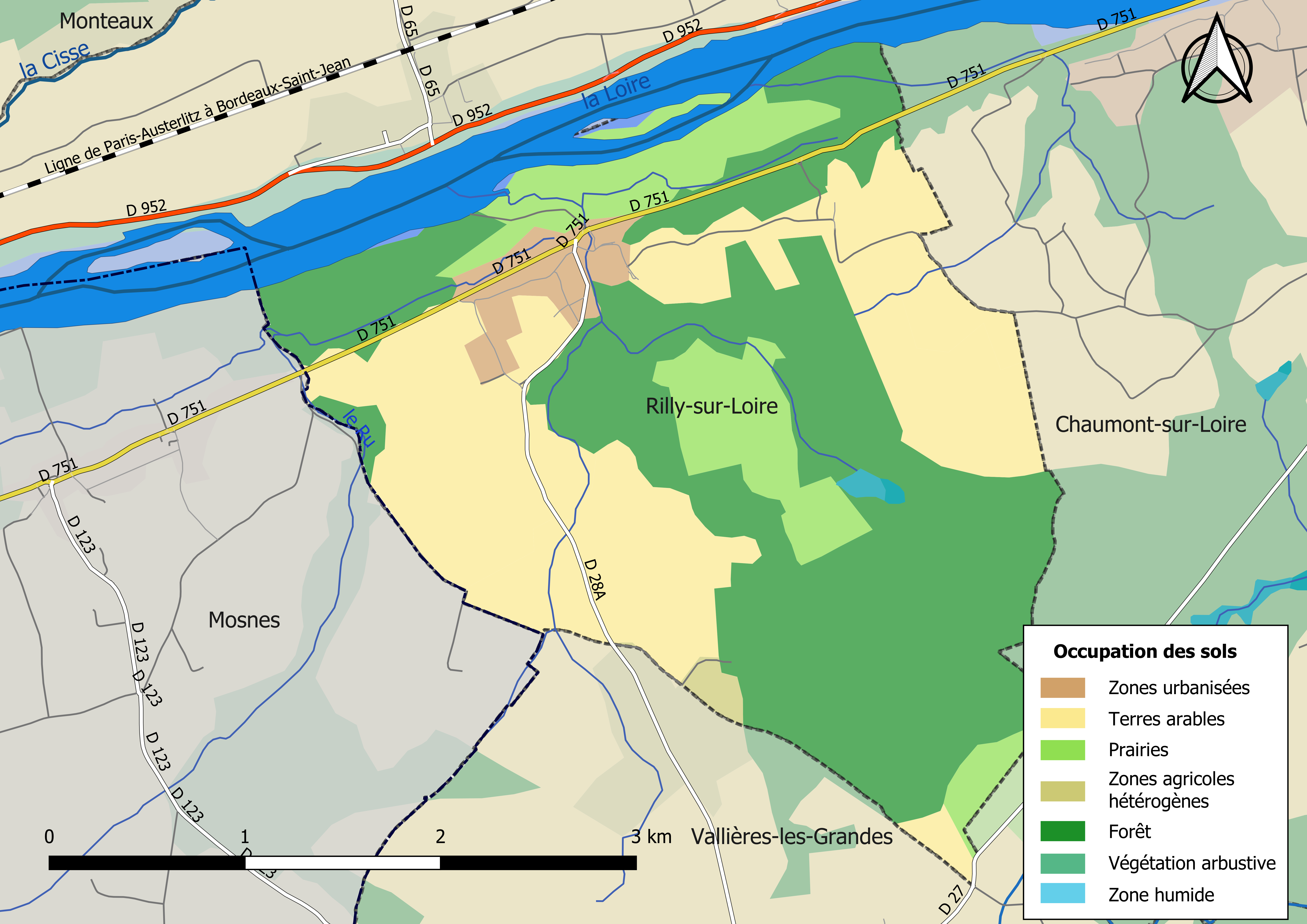
Carte des infrastructures et de l'occupation des sols de la commune en 2018 (CLC).

cultures permanentes (20,3 %),
terres arables (12,8 %),
zones agricoles hétérogènes (7,2 %),
forêts (38,9 %),
prairies (15,5 %),
zones urbanisées (2,8 %),
eaux continentales (2,4 %).
Le territoire présente une identité forte autour de l'eau : le paysage est riche d'une diversité de points de vue liés aux vallées (Cisse et Loire), et d'ouvrages liés à l'eau. À l'échelle de l'unité géographique « Veuzain-sur-Loire / Chaumont-sur-Loire», qui regroupe sept communes, dont Rilly-sur-Loire, la consommation d'espaces agricoles et naturels pour répondre aux besoins de développement a été soutenue : 81 % des aménagements (logements, équipements, entreprises) ont été réalisés sur de nouveaux terrains, soit 112 hectares entre 2002 et 2015.

### Planification
La loi SRU du 13 décembre 2000 a incité fortement les communes à se regrouper au sein d'un établissement public, pour déterminer les partis d'aménagement de l'espace au sein d'un SCoT, un document essentiel d'orientation stratégique des politiques publiques à une grande échelle. La commune est dans le territoire du SCOT du Blésois, approuvé en 2006 et révisé en juillet 2016.
En matière de planification, la commune disposait en 2017 d'un plan local d'urbanisme en révision. Par ailleurs, à la suite de la loi ALUR (loi pour l'accès au logement et un urbanisme rénové) de mars 2014, un plan local d'urbanisme intercommunal couvrant le territoire de la Communauté d'agglomération de Blois « Agglopolys » a été prescrit le 3 décembre 2015.

### Habitat et logement
Le tableau ci-dessous présente la typologie des logements à Rilly-sur-Loire en 2016 en comparaison avec celle du Loir-et-Cher et de la France entière. Une caractéristique marquante du parc de logements est ainsi une proportion de résidences secondaires et logements occasionnels (11,8 %) inférieure à celle du département (18 %) mais supérieure à celle de la France entière (9,6 %). Concernant le statut d'occupation de ces logements, 82,1 % des habitants de la commune sont propriétaires de leur logement (77,1 % en 2011), contre 68,1 % pour le Loir-et-Cher et 57,6 pour la France entière.
|                                                         | Rilly-sur-Loire | Loir-et-Cher | France entière |
| ------------------------------------------------------- | --------------- | ------------ | -------------- |
| Résidences principales (en %)                           | 78,9            | 74,5         | 82,3           |
| Résidences secondaires et logements occasionnels (en %) | 11,8            | 18           | 9,6            |
| Logements vacants (en %)                                | 9,3             | 7,5          | 8,1            |

### Risques majeurs
Le territoire communal de Rilly-sur-Loire est vulnérable à différents aléas naturels : inondations (par débordement de la Loire ou par ruissellement), climatiques (hiver exceptionnel ou canicule), feux de forêts, mouvements de terrains ou sismique (sismicité très faible),.

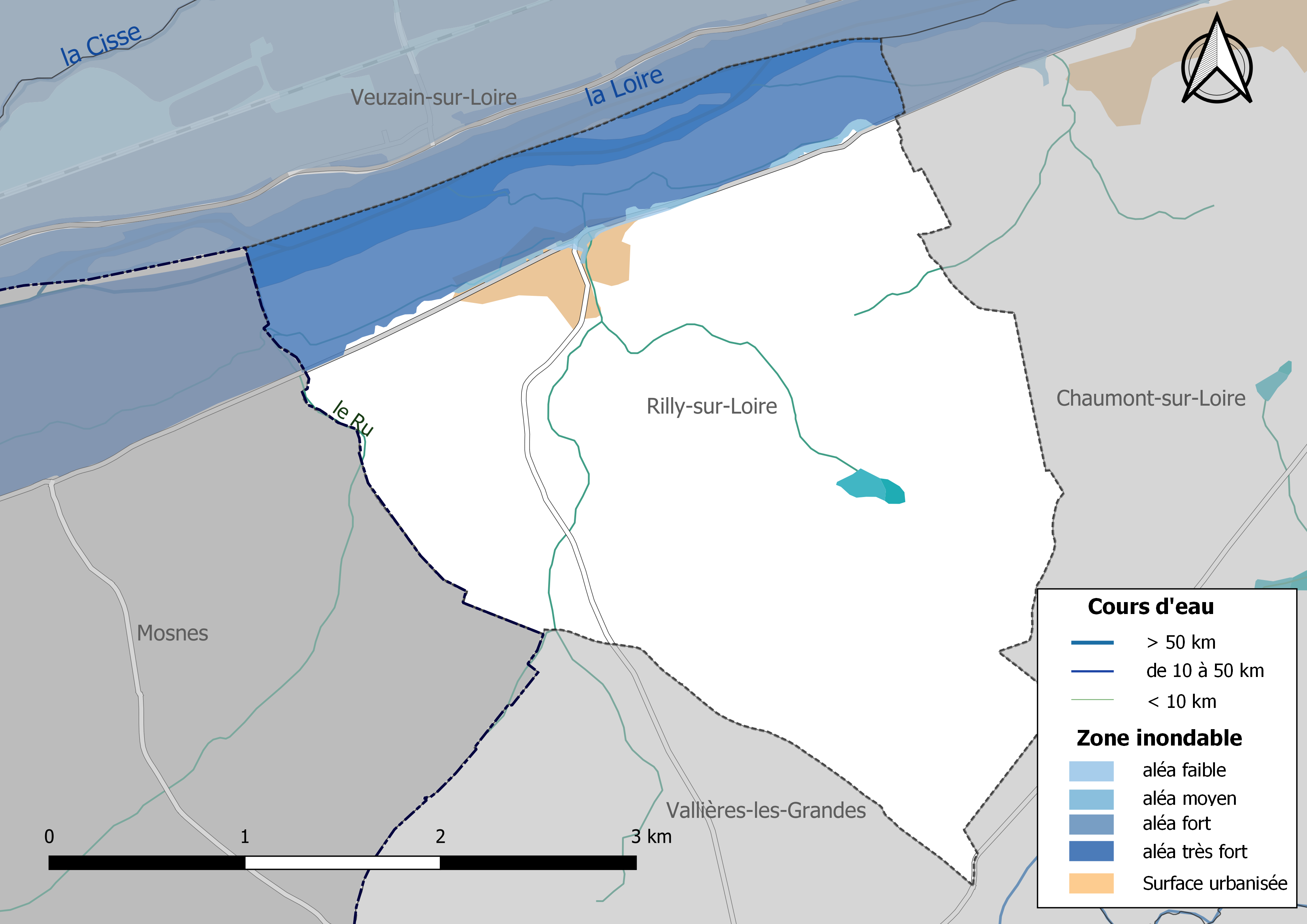
Zones inondables de la commune de Rilly-sur-Loire.

Les mouvements de terrains susceptibles de se produire dans la commune sont soit des mouvements liés au retrait-gonflement des argiles, soit des glissements de terrains. Le phénomène de retrait-gonflement des argiles est la conséquence d'un changement d'humidité des sols argileux. Les argiles sont capables de fixer l'eau disponible mais aussi de la perdre en se rétractant en cas de sécheresse. Ce phénomène peut provoquer des dégâts très importants sur les constructions (fissures, déformations des ouvertures) pouvant rendre inhabitables certains locaux. La carte de zonage de cet aléa peut être consultée sur le site de l'observatoire national des risques naturels Georisques.
En Loir-et-Cher, les crues de la Loire représentent des volumes d'eau et des débits quatre à cinq fois supérieurs à ceux du Cher et du Loir : la superficie des zones et l'ampleur des dégâts peuvent être considérables. Les crues historiques sont celles de 1846 (6,60 m à l'échelle de Blois), 1856 (6,78 m), 1866 (6,70 m), 1907 (5,63 m) et 2003 (3,78 m). Le débit maximal historique est de 5 100 m3/s (crue de 1846) et caractérise une crue de retour centennal. Le risque d'inondation est pris en compte dans l'aménagement du territoire de la commune par le biais du Plan de prévention du risque inondation (PPRI) de la Loire aval.

## Toponymie
C'est en 1958 que la commune adopta, pour se différencier des 4 communes homonymes, le nom unique de Rilly-sur-Loire, en vertu du décret du 16 octobre de la même année.

## Politique et administration

### Découpage territorial
La commune de Rilly-sur-Loire est membre de la Communauté d'agglomération de Blois « Agglopolys », un établissement public de coopération intercommunale (EPCI) à fiscalité propre créé le 1er janvier 2012.
Elle est rattachée sur le plan administratif à l'arrondissement de Blois, au département de Loir-et-Cher et à la région Centre-Val de Loire, en tant que circonscriptions administratives. Sur le plan électoral, elle est rattachée au canton de Blois-3 depuis 2015 pour l'élection des conseillers départementaux et à la première circonscription de Loir-et-Cher pour les élections législatives.

### Politique et administration municipale

#### Conseil municipal et maire
Le conseil municipal de Rilly-sur-Loire, commune de moins de 1 000 habitants, est élu au scrutin majoritaire plurinominal avec listes ouvertes et panachage. Compte tenu de la population communale, le nombre de sièges au conseil municipal est de 11. Le maire, à la fois agent de l'État et exécutif de la commune en tant que collectivité territoriale, est élu par le conseil municipal au scrutin secret lors de la première réunion du conseil suivant les élections municipales, pour un mandat de six ans, c'est-à-dire pour la durée du mandat du conseil.
| Période                                  | Période  | Identité                 | Étiquette | Qualité                     |
| ---------------------------------------- | -------- | ------------------------ | --------- | --------------------------- |
| avant 1988                               | ?        | Hubert Touchelet         |           |                             |
| mars 2001                                |          | François Touchelet       |           |                             |
| mars 2014                                | mai 2020 | Maryse Touchelet-Moresve |           | Cadre (entreprise publique) |
| mai 2020                                 | En cours | Maryse Moresve,          |           | Ancienne cadre              |
| Les données manquantes sont à compléter. |          |                          |           |                             |

## Équipements et services

### Eau et assainissement
L'organisation de la distribution de l'eau potable, de la collecte et du traitement des eaux usées et pluviales relève des communes. La compétence eau et assainissement des communes est un service public industriel et commercial (SPIC).

#### Alimentation en eau potable
Le service d'eau potable comporte trois grandes étapes : le captage, la potabilisation et la distribution d'une eau potable conforme aux normes de qualité fixées pour protéger la santé humaine. En 2019, la commune est membre du syndicat intercommunal d'adduction d'eau potable de Rilly-sur-Loire qui assure le service en régie dont le contrat arrive à échéance le 31 décembre 2019.

#### Assainissement des eaux usées
En 2019, la gestion du service d'assainissement collectif de la commune de Rilly-sur-Loire est assurée par la communauté d'agglomération Agglopolys qui a le statut de régie à autonomie financière.
Une station de traitement des eaux usées est en service au 1er janvier 2019 sur le territoire communal :
« La Rouchere », un équipement utilisant la technique du lagunage naturel à faible charge (lit), dont la capacité est de 450 EH, mis en service le 1er décembre 1987.
L'assainissement non collectif (ANC) désigne les installations individuelles de traitement des eaux domestiques qui ne sont pas desservies par un réseau public de collecte des eaux usées et qui doivent en conséquence traiter elles-mêmes leurs eaux usées avant de les rejeter dans le milieu naturel. La Communauté d'agglomération de Blois « Agglopolys » assure pour le compte de la commune le service public d'assainissement non collectif (SPANC), qui a pour mission de vérifier la bonne exécution des travaux de réalisation et de réhabilitation, ainsi que le bon fonctionnement et l'entretien des installations.

### Sécurité, justice et secours
La sécurité de la commune est assurée par la brigade de gendarmerie de Veuzain-sur-Loire qui dépend du groupement de gendarmerie départementale de Loir-et-Cher installé à Blois.
En matière de justice, Rilly-sur-Loire relève du conseil de prud'hommes de Blois, de la Cour d'appel d'Orléans (juridiction de Blois), de la Cour d'assises de Loir-et-Cher, du tribunal administratif de Blois, du tribunal de commerce de Blois et du tribunal judiciaire de Blois.

## Population et société

### Démographie

#### Évolution démographique
L'évolution du nombre d'habitants est connue à travers les recensements de la population effectués dans la commune depuis 1793. Pour les communes de moins de 10 000 habitants, une enquête de recensement portant sur toute la population est réalisée tous les cinq ans, les populations de référence des années intermédiaires étant quant à elles estimées par interpolation ou extrapolation. Pour la commune, le premier recensement exhaustif entrant dans le cadre du nouveau dispositif a été réalisé en 2007.

En 2022, la commune comptait 455 habitants, en évolution de −3,6 % par rapport à 2016 (Loir-et-Cher : −1,15 %, France hors Mayotte : +2,11 %).
| 1793 | 1800 | 1806 | 1821 | 1831 | 1836 | 1841 | 1846 | 1851 |
| ---- | ---- | ---- | ---- | ---- | ---- | ---- | ---- | ---- |
| 333  | 332  | 313  | 342  | 357  | 364  | 405  | 418  | 420  |

| 1856 | 1861 | 1866 | 1872 | 1876 | 1881 | 1886 | 1891 | 1896 |
| ---- | ---- | ---- | ---- | ---- | ---- | ---- | ---- | ---- |
| 432  | 421  | 419  | 437  | 461  | 465  | 465  | 430  | 408  |

| 1901 | 1906 | 1911 | 1921 | 1926 | 1931 | 1936 | 1946 | 1954 |
| ---- | ---- | ---- | ---- | ---- | ---- | ---- | ---- | ---- |
| 408  | 404  | 371  | 308  | 336  | 325  | 301  | 282  | 312  |

| 1962 | 1968 | 1975 | 1982 | 1990 | 1999 | 2006 | 2007 | 2012 |
| ---- | ---- | ---- | ---- | ---- | ---- | ---- | ---- | ---- |
| 317  | 354  | 313  | 297  | 321  | 404  | 437  | 441  | 457  |

| 2017 | 2022 | - | - | - | - | - | - | - |
| ---- | ---- | - | - | - | - | - | - | - |
| 474  | 455  | - | - | - | - | - | - | - |

#### Pyramide des âges
La population de la commune est relativement jeune.
En 2018, le taux de personnes d'un âge inférieur à 30 ans s'élève à 34,8 %, soit au-dessus de la moyenne départementale (31,3 %). À l'inverse, le taux de personnes d'âge supérieur à 60 ans est de 17,7 % la même année, alors qu'il est de 31,6 % au niveau départemental.
En 2018, la commune comptait 231 hommes pour 243 femmes, soit un taux de 51,27 % de femmes, légèrement inférieur au taux départemental (51,45 %).
Les pyramides des âges de la commune et du département s'établissent comme suit.
| Hommes | Classe d’âge | Femmes |
| ------ | ------------ | ------ |
| 1,7    | 90 ou +      | 1,6    |
| 3,9    | 75-89 ans    | 4,9    |
| 12,6   | 60-74 ans    | 10,7   |
| 24,2   | 45-59 ans    | 29,6   |
| 18,6   | 30-44 ans    | 22,2   |
| 20,3   | 15-29 ans    | 14,4   |
| 18,6   | 0-14 ans     | 16,5   |

| Hommes | Classe d’âge | Femmes |
| ------ | ------------ | ------ |
| 1,1    | 90 ou +      | 2,6    |
| 9,2    | 75-89 ans    | 11,9   |
| 19,7   | 60-74 ans    | 20,4   |
| 20,7   | 45-59 ans    | 20     |
| 16,5   | 30-44 ans    | 16,2   |
| 15,2   | 15-29 ans    | 13,2   |
| 17,6   | 0-14 ans     | 15,7   |

## Économie

### Secteurs d'activité
Le tableau ci-dessous détaille le nombre d'entreprises implantées à Rilly-sur-Loire selon leur secteur d'activité et le nombre de leurs salariés :
|                                                              | total | % com (% dep) | 0 salarié | 1 à 9 salarié(s) | 10 à 19 salariés | 20 à 49 salariés | 50 salariés ou plus |
| ------------------------------------------------------------ | ----- | ------------- | --------- | ---------------- | ---------------- | ---------------- | ------------------- |
| Ensemble                                                     | 33    | 100,0 (100)   | 24        | 8                | 0                | 0                | 1                   |
| Agriculture, sylviculture et pêche                           | 4     | 12,1 (11,8)   | 1         | 3                | 0                | 0                | 0                   |
| Industrie                                                    | 1     | 3,0 (6,5)     | 1         | 0                | 0                | 0                | 0                   |
| Construction                                                 | 3     | 9,1 (10,3)    | 2         | 1                | 0                | 0                | 0                   |
| Commerce, transports, services divers                        | 18    | 54,5 (57,9)   | 16        | 2                | 0                | 0                | 0                   |
| dont commerce et réparation automobile                       | 2     | 6,1 (17,5)    | 1         | 1                | 0                | 0                | 0                   |
| Administration publique, enseignement, santé, action sociale | 7     | 21,2 (13,5)   | 4         | 2                | 0                | 0                | 1                   |
| Champ : ensemble des activités.                              |       |               |           |                  |                  |                  |                     |

Le secteur du commerce, transports et services divers est prépondérant dans la commune (18 entreprises sur 33) néanmoins le secteur agricole reste important puisqu'en proportions (12,1 %), il est plus important qu'au niveau départemental (11,8 %).
Sur les 33 entreprises implantées à Rilly-sur-Loire en 2016, 24 ne font appel à aucun salarié, 8 comptent 1 à 9 salariés,

### Agriculture
En 2010, l'orientation technico-économique de l'agriculture dans la commune est la viticulture (appellation et autre). Le département a perdu près d'un quart de ses exploitations en 10 ans, entre 2000 et 2010 (c'est le département de la région Centre-Val de Loire qui en compte le moins). Cette tendance se retrouve également au niveau de la commune où le nombre d'exploitations est passé de 15 en 1988 à 8 en 2000 puis à 4 en 2010. Parallèlement, la taille de ces exploitations augmente, passant de 35 ha en 1988 à 134 ha en 2010.
Le tableau ci-dessous présente les principales caractéristiques des exploitations agricoles de Rilly-sur-Loire, observées sur une période de 22 ans :
|                                      | 1988                 | 2000                 | 2010                 |
| Dimension économique                 | Dimension économique | Dimension économique | Dimension économique |
| ------------------------------------ | -------------------- | -------------------- | -------------------- |
| Nombre d'exploitations (u)           | 15                   | 8                    | 4                    |
| Travail (UTA)                        | 19                   | 16                   | 12                   |
| Surface agricole utilisée (ha)       | 522                  | 680                  | 537                  |
| Cultures                             |                      |                      |                      |
| Terres labourables (ha)              | 455                  | 499                  | s                    |
| Céréales (ha)                        | 285                  | 255                  | s                    |
| dont blé tendre (ha)                 | 76                   | 203                  | s                    |
| dont maïs-grain et maïs-semence (ha) | 136                  | s                    |                      |
| Tournesol (ha)                       | 54                   | 63                   | s                    |
| Colza et navette (ha)                | 46                   | s                    | s                    |
| Élevage                              |                      |                      |                      |
| Cheptel (UGBTA)                      | 26                   | 95                   | 115                  |

#### Produits labellisés
La commune de Rilly-sur-Loire est située dans l'aire de l'appellation d'origine protégée (AOP)  de cinq produits : deux fromages (le Sainte-maure-de-touraine et le Selles-sur-cher) et trois vins (le crémant-de-loire, le rosé-de-loire et le Touraine).
Le territoire de la commune est également intégré aux aires de productions de divers produits bénéficiant d'une indication géographique protégée (IGP) : les rillettes de Tours, le vin Val-de-loire et les volailles de l’Orléanais,.

Quelques produits labellisés de Rilly-sur-Loire.
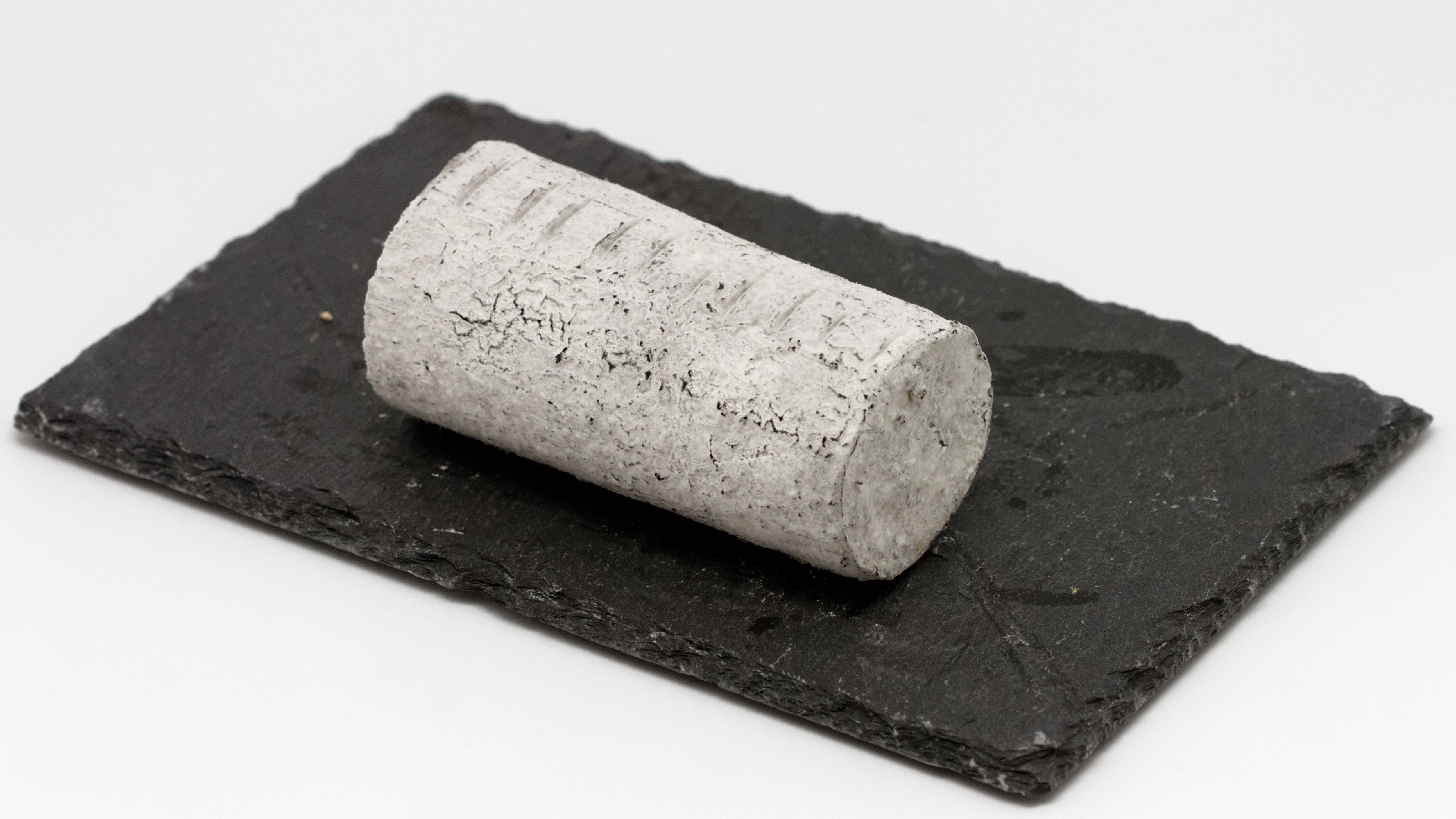
Sainte-maure-de-touraine.
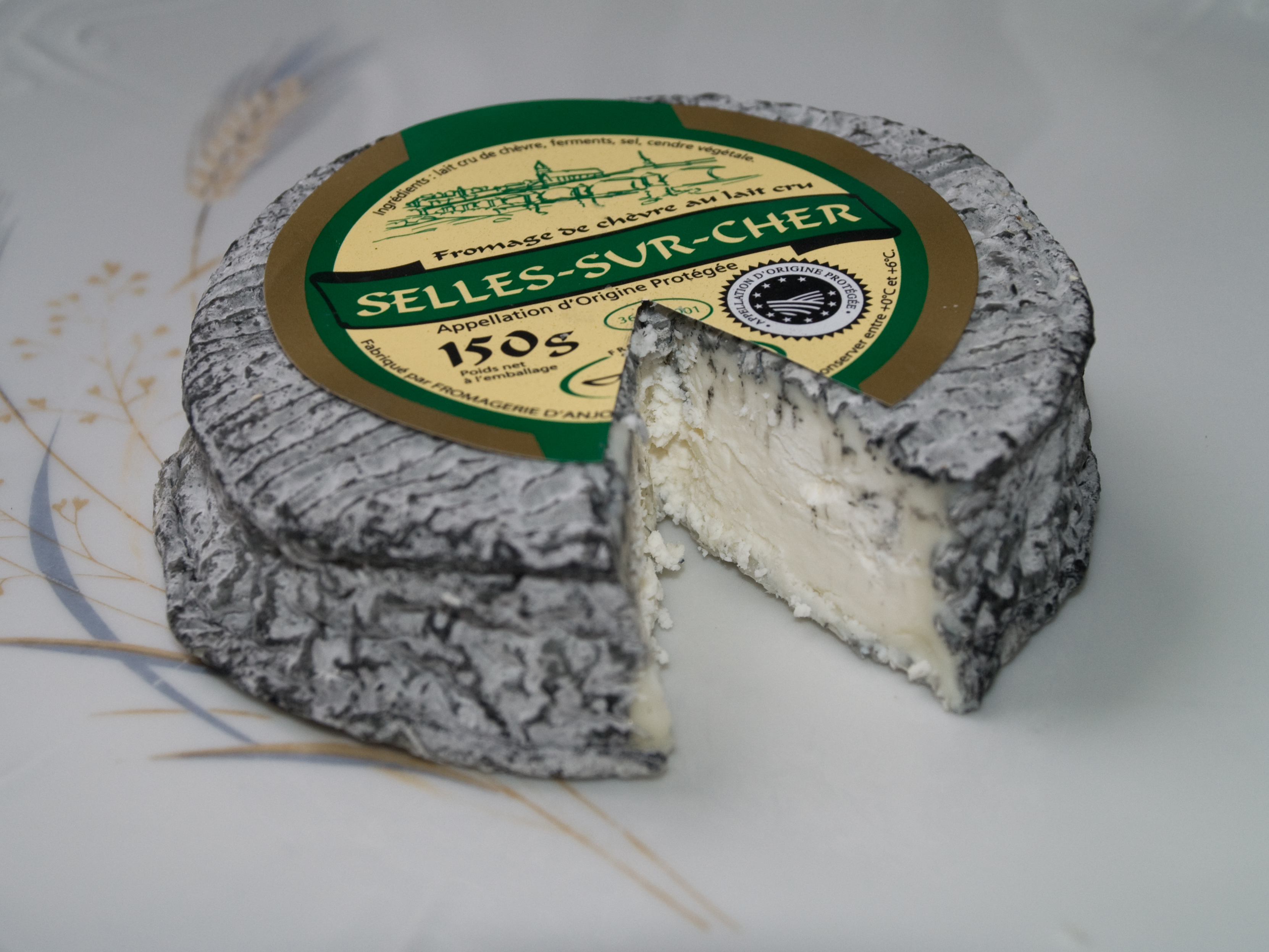
Selles-sur-cher.
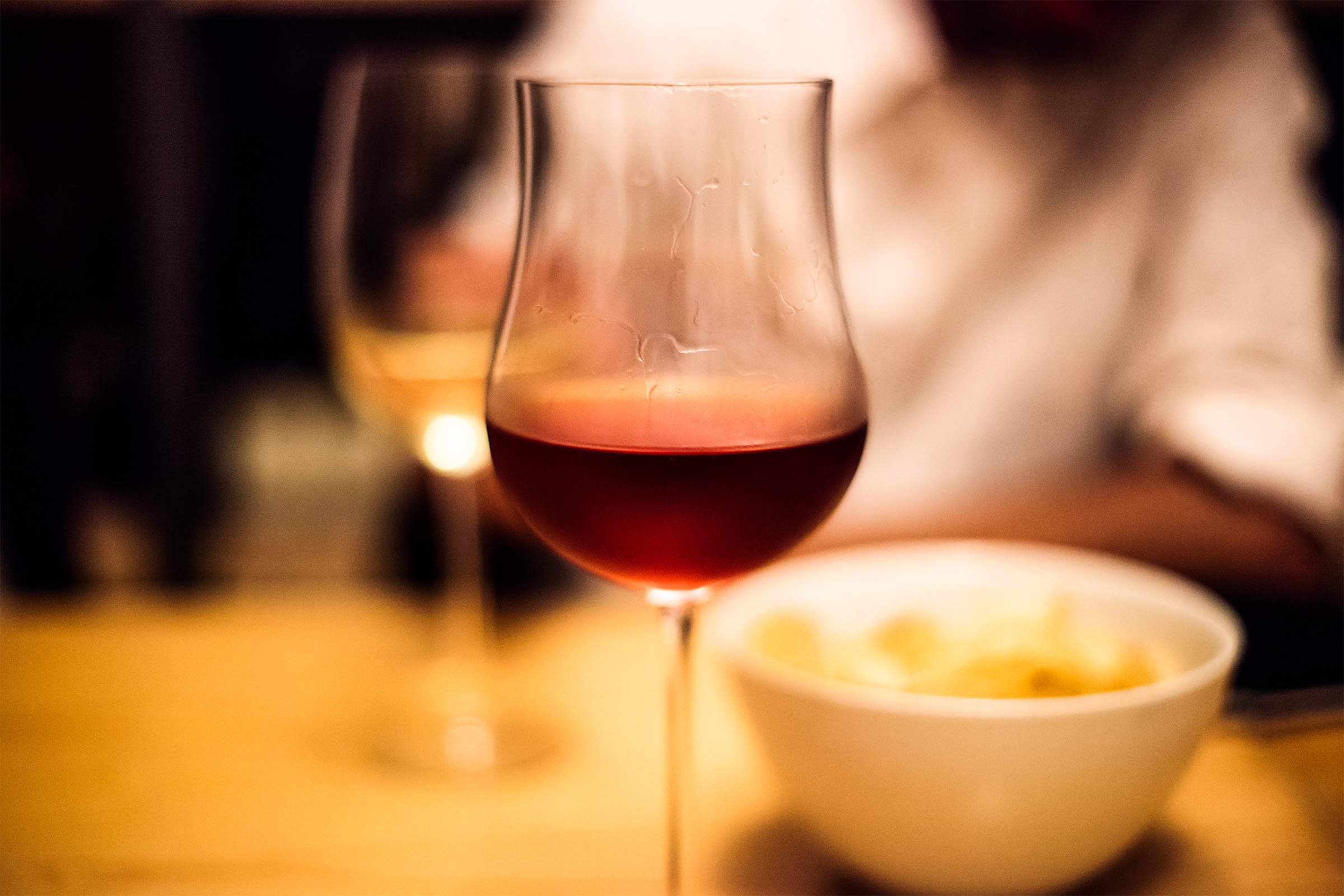
Touraine rouge.

## Culture et patrimoine

### Patrimoine mondial de l'Unesco
Le 30 novembre 2000, le Val de Loire, dans son cours moyen de Sully-sur-Loire (Loiret) à Chalonnes-sur-Loire (Maine-et-Loire), est inscrit sur la liste du patrimoine mondial de l'UNESCO comme « paysage culturel ». Cette inscription reconnaît au site une « valeur universelle exceptionnelle » fondée sur la densité de son patrimoine monumental, architectural et urbain, l'intérêt du paysage fluvial et la qualité exceptionnelle d'expressions paysagères héritées de la Renaissance et du Siècle des Lumières. Toute altération de la V.U.E. est considérée comme une perte pour la mémoire de l'Humanité.
Rilly-sur-Loire fait partie des vingt-six communes de Loir-et-Cher dont le territoire est dans le périmètre inscrit,.
Un plan de gestion pour le Val de Loire patrimoine mondial couvrant les quatre départements concernés par le périmètre inscrit a été adopté le 15 novembre 2012 par le préfet de la région Centre, coordonnateur du site. L'État et les collectivités territoriales, dont les communes, au titre de leurs compétences en matière de patrimoine et d'urbanisme, ou encore de leurs politiques socioéconomiques et d'aménagement du territoire, s'engagent à mettre en place les moyens d'identification, de protection, de conservation et de mise en valeur de ce paysage culturel vivant.

### Lieux et monuments
- Maison seigneuriale le Plessis Gouault, appelée ferme du Plessis.

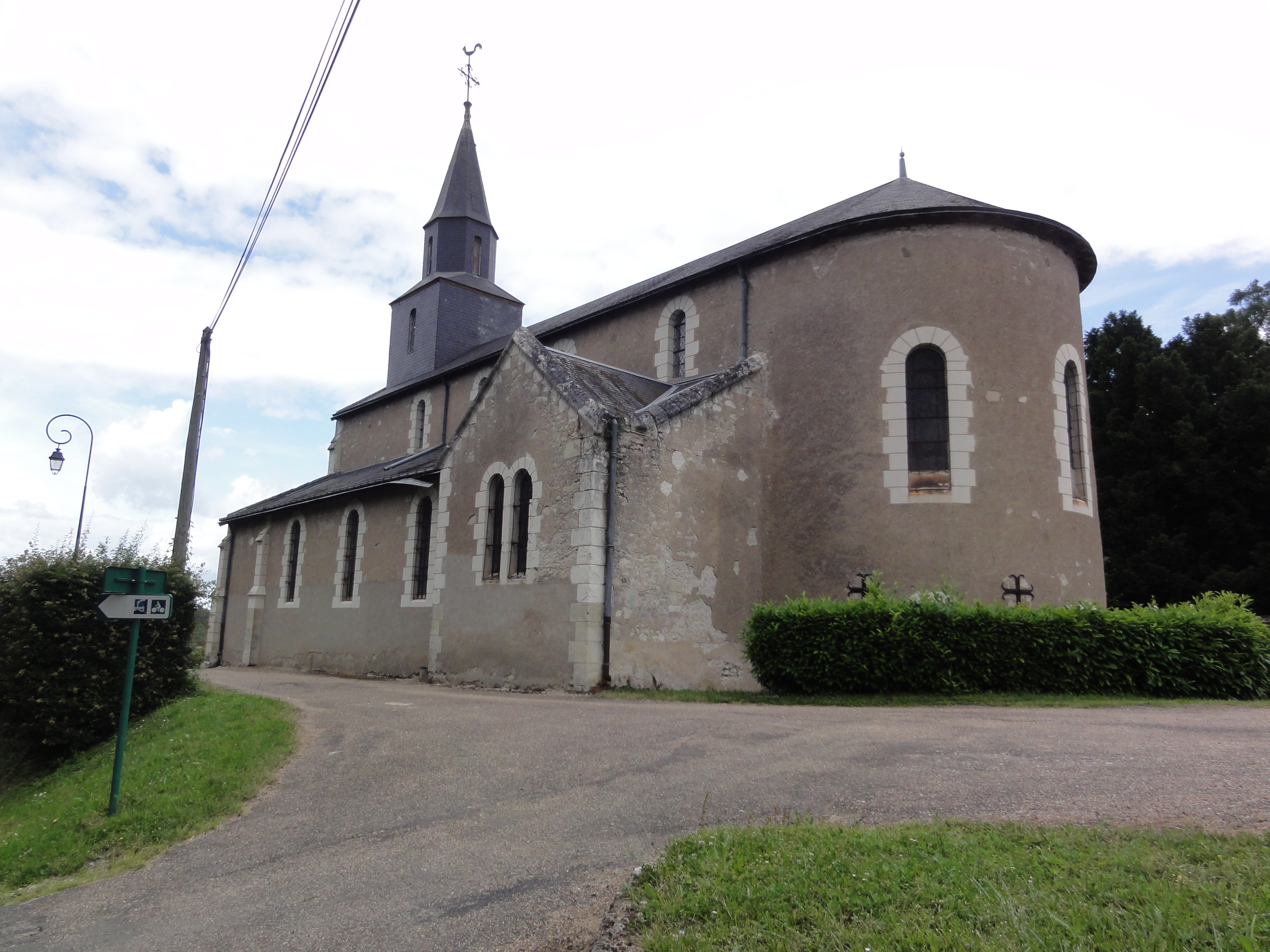
L'église Sainte-Eugénie.
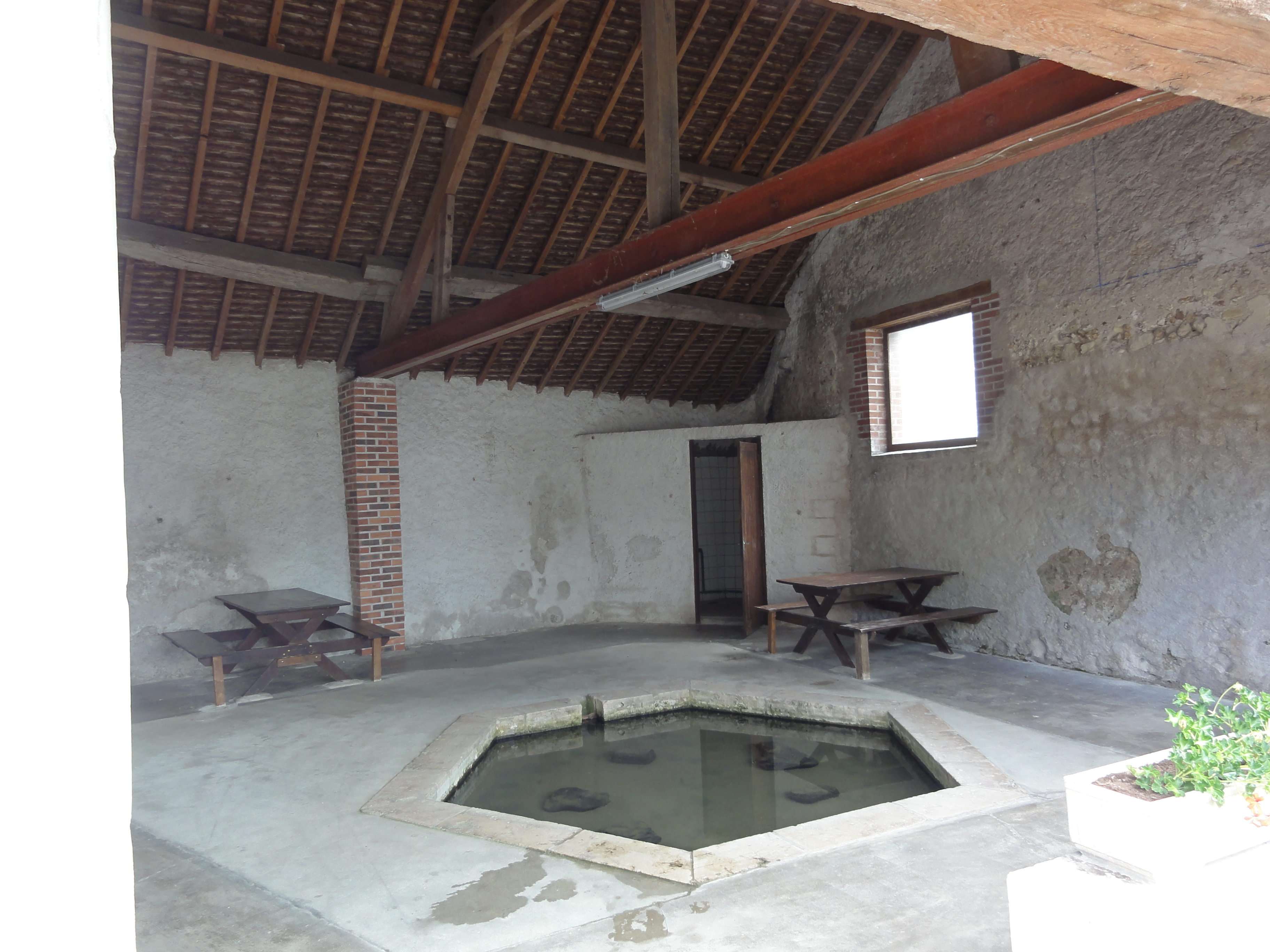
Le lavoir.
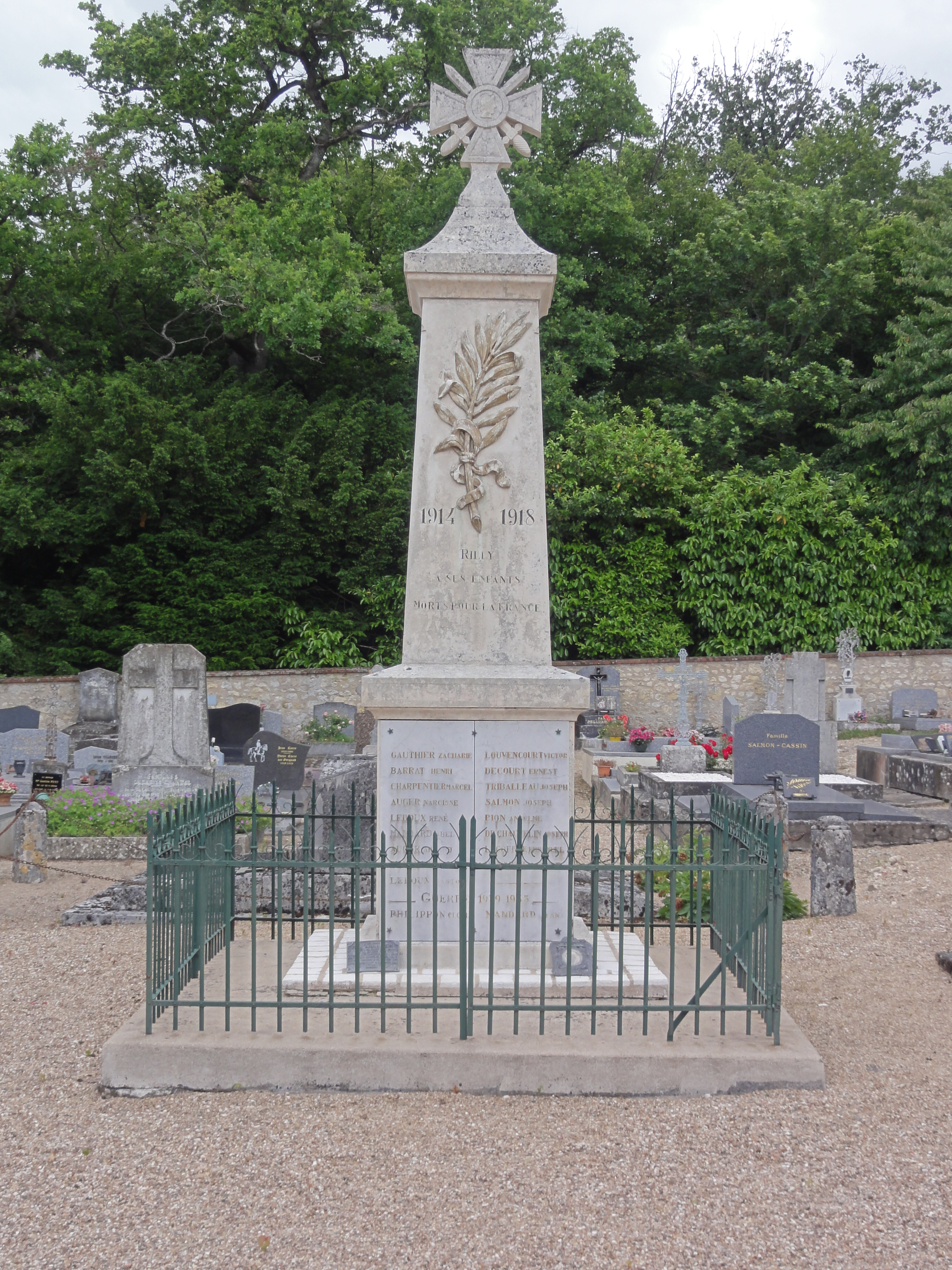
Le monument aux morts.